# Olympische Sommerspiele 1972/Leichtathletik – 3000 m Hindernis (Männer)
Der 3000-Meter-Hindernislauf der Männer bei den Olympischen Spielen 1972 in München wurde am 1. und 4. September 1972 im Münchner Olympiastadion ausgetragen. 49 Athleten nahmen daran teil.
Olympiasieger wurde der Kenianer Kipchoge Keino vor seinem Landsmann Ben Jipcho. Bronze gewann der Finne Tapio Kantanen.
Für die Bundesrepublik Deutschland – offiziell Deutschland – starteten Willi Maier, Willi Wagner und Hans-Dieter Schulten, die alle in den Vorläufen ausschieden.

Auch die Schweizer Toni Feldmann, Hans Menet und Georges Kaiser schieden in der Vorrunde aus.

Läufer aus der DDR, Österreich und Liechtenstein nahmen nicht teil.

## Rekorde

### Bestehende Rekorde
| Weltrekord         | 8:22,0 min | Kerry O’Brien ( Australien) | Berlin, BR Deutschland | 4. Juli 1970     |
| Olympischer Rekord | 8:30,8 min | Gaston Roelants ( Belgien)  | Finale OS Tokio, Japan | 17. Oktober 1964 |

### Rekordverbesserungen
Der bestehende olympische Rekord wurde dreimal verbessert:
- 8:24,8 min – Tapio Kantanen (Finnland), erster Vorlauf
- 8:23,8 min – Amos Biwott (Kenia), vierter Vorlauf
- 8:23,64 min – Kipchoge Keino (Kenia), Finale

## Durchführung des Wettbewerbs
Die Athleten traten am 1. September zu insgesamt vier Vorläufen an. Die jeweils vier Laufbesten – hellblau unterlegt – qualifizierten sich für das Finale, das am 4. September stattfand.

## Zeitplan
1. September, 16:30 Uhr: Vorläufe

4. September, 16:40 Uhr: Finale

## Vorrunde
Datum: 1. September ab 16.30 1972, Uhr

### Vorlauf 1
| Platz | Name              | Nation         | Zeit       | Anmerkung |
| ----- | ----------------- | -------------- | ---------- | --------- |
| 1     | Tapio Kantanen    | Finnland       | 8:24,8 min | OR        |
| 2     | Kipchoge Keino    | Kenia          | 8:27,6 min |           |
| 3     | Takaharu Koyama   | Japan          | 8:29,8 min |           |
| 4     | Gheorghe Cefan    | Rumänien       | 8:33,8 min |           |
| 5     | Andy Holden       | Großbritannien | 8:33,8 min |           |
| 6     | Toni Feldmann     | Schweiz        | 8:35,8 min |           |
| 7     | Steve Savage      | USA            | 8:39,0 min |           |
| 8     | Gérard Buchheit   | Frankreich     | 8:41,2 min |           |
| 9     | Filbert Bayi      | Tansania       | 8:41,4 min |           |
| 10    | Vitus Ashaba      | Uganda         | 8:45,0 min |           |
| 11    | Tadeusz Zieliński | Polen          | 8:49,8 min |           |
| 12    | Wigmar Pedersen   | Dänemark       | 9:03,0 min |           |

### Vorlauf 2
| Platz | Name                 | Nation         | Zeit       |
| ----- | -------------------- | -------------- | ---------- |
| 1     | Ben Jipcho           | Kenia          | 8:31,6 min |
| 2     | Mikko Ala-Leppilampi | Finnland       | 8:31,8 min |
| 3     | Michail Schelew      | Bulgarien      | 8:35,8 min |
| 4     | Willi Maier          | BR Deutschland | 8:37,6 min |
| 5     | Akira Takeuchi       | Japan          | 8:40,4 min |
| 6     | Sergei Skripka       | Sowjetunion    | 8:41,4 min |
| 7     | Jan Voje             | Norwegen       | 8:42,0 min |
| 8     | Hans Menet           | Schweiz        | 8:45,4 min |
| 9     | Eddie Leddy          | Irland         | 8:47,4 min |
| 10    | Kazimierz Maranda    | Polen          | 8:50,4 min |
| 11    | Esau Adenji          | Kamerun        | 9:34,4 min |
| DNF   | Kerry O’Brien        | Australien     |            |

### Vorlauf 3

Foto von den Europameisterschaften 1974: Paul Thijs (Nr. 35) – ausgeschieden als Siebter in Vorlauf drei John Bicourt (Nr. 303) – ausgeschieden als Achter in Vorlauf drei

| Platz | Name                  | Nation           | Zeit       |
| ----- | --------------------- | ---------------- | ---------- |
| 1     | Pekka Päivärinta      | Finnland         | 8:29,0 min |
| 2     | Romualdas Bitė        | Sowjetunion      | 8:30,2 min |
| 3     | Jean-Paul Villain     | Frankreich       | 8:30,4 min |
| 4     | Josef Horčic          | Tschechoslowakei | 8:30,6 min |
| 5     | Anders Gärderud       | Schweden         | 8:30,8 min |
| 6     | Willi Wagner          | BR Deutschland   | 8:34,0 min |
| 7     | Paul Thys             | Belgien          | 8:35,0 min |
| 8     | John Bicourt          | Großbritannien   | 8:38,8 min |
| 9     | Doug Brown            | USA              | 8:41,2 min |
| 10    | Panagiotis Nakopoulos | Griechenland     | 8:48,4 min |
| 11    | Yohannes Mohamed      | Äthiopien        | 8:52,6 min |
| 12    | Robert Hackman        | Ghana            | 8:57,6 min |

### Vorlauf 4

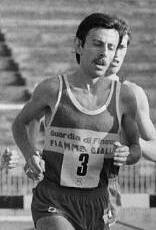
Franco Fava (Foto: 1977) – ausgeschieden als Fünfter im vierten Vorlauf

| Platz | Name                 | Nation           | Zeit       | Anmerkung |
| ----- | -------------------- | ---------------- | ---------- | --------- |
| 1     | Amos Biwott          | Kenia            | 8:23,8 min | OR        |
| 2     | Bronisław Malinowski | Polen            | 8:28,2 min |           |
| 3     | Dušan Moravčík       | Tschechoslowakei | 8:33,4 min |           |
| 4     | Steve Hollings       | Großbritannien   | 8:35,0 min |           |
| 5     | Franco Fava          | Italien          | 8:35,0 min |           |
| 6     | Hans-Dieter Schulten | BR Deutschland   | 8:39,8 min |           |
| 7     | Boualem Rahoui       | Algerien         | 8:41,0 min |           |
| 8     | Spyridon Kontosoros  | Griechenland     | 8:41,0 min |           |
| 9     | Georges Kaiser       | Schweiz          | 8:45,4 min |           |
| 10    | Mike Manley          | USA              | 8:50,4 min |           |
| 11    | Sverre Sørnes        | Norwegen         | 8:54,8 min |           |
| 12    | Usaia Sotutu         | Fidschi          | 9:12,0 min |           |
| 13    | Julio Quevedo        | Guatemala        | 9:28,4 min |           |

## Finale
Datum: 4. September 16:40 1972, Uhr
| Platz | Name                 | Nation           | Zeit       | Anmerkung |
| ----- | -------------------- | ---------------- | ---------- | --------- |
| 1     | Kipchoge Keino       | Kenia            | 8:23,6 min | OR        |
| 2     | Ben Jipcho           | Kenia            | 8:24,6 min |           |
| 3     | Tapio Kantanen       | Finnland         | 8:24,8 min |           |
| 4     | Bronisław Malinowski | Polen            | 8:28,0 min |           |
| 5     | Dušan Moravčík       | Tschechoslowakei | 8:29,2 min |           |
| 6     | Amos Biwott          | Kenia            | 8:33,6 min |           |
| 7     | Romualdas Bitė       | Sowjetunion      | 8:34,6 min |           |
| 8     | Pekka Päivärinta     | Finnland         | 8:37,2 min |           |
| 9     | Takaharu Koyama      | Japan            | 8:37,8 min |           |
| 10    | Mikko Ala-Leppilampi | Finnland         | 8:41,0 min |           |
| 11    | Jean-Paul Villain    | Frankreich       | 8:46,8 min |           |
| 12    | Michail Schelew      | Bulgarien        | 9:02,6 min |           |

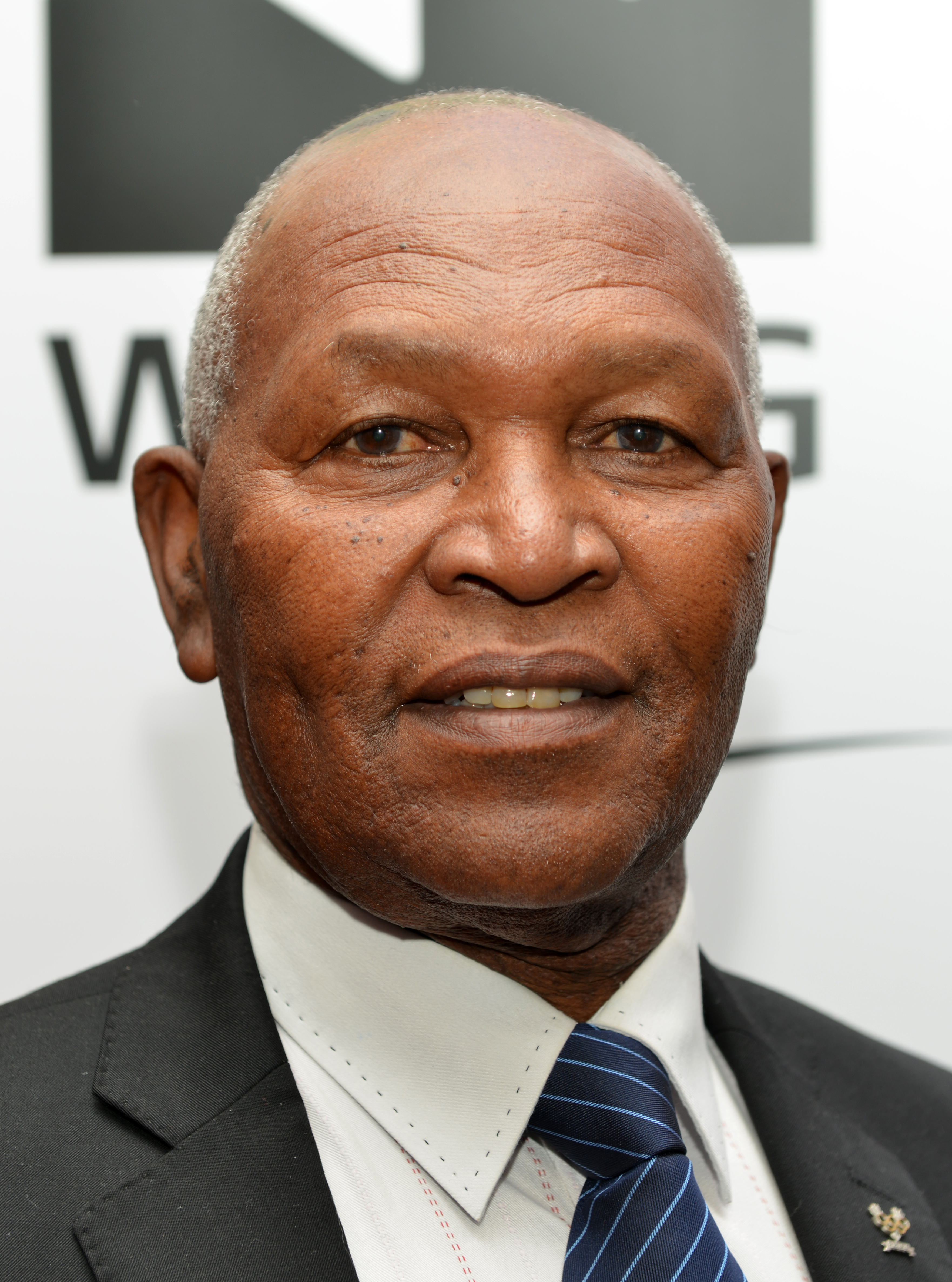
Kipchoge Keino (Foto: 2014) errang seine zweite Goldmedaille nach seinem Sieg 1968 über 1500 Meter

Als Favoriten galten der Franzose Jean-Paul Villain, Europameister von 1971, der australische Weltrekordler Kerry O’Brien sowie die drei Kenianer Amos Biwott, Olympiasieger von 1968, Kipchoge Keino, u. a. Olympiasieger von 1968 über 1500 Meter, und Ben Jipcho. Hinzu kam nach seinem olympischen Rekord im ersten Vorlauf noch der Finne Tapio Kantanen. Aus diesem Favoritenkreis konnte sich O’Brien nicht für das Finale qualifizieren, er musste seinen Vorlauf abbrechen.
Das Finalrennen wurde nicht besonders zügig angegangen. Die ersten 1000 Meter wurden in 2:54 Minuten durchlaufen, der zweite 1000-Meter-Abschnitt war mit 3:00 Minuten noch langsamer. An der Spitze lag der Pole Bronislaw Malinowski, der jetzt das Tempo forcierte und zwei Runden vor Schluss eine kleine Lücke zu seinen Konkurrenten herauslief. Das Feld wurde weit auseinandergezogen. Auf der vorletzten Runde hatte sich mit Malinowski, den drei Kenianern, dem Finnen Kantanen sowie dem Tschechoslowaken Dušan Moravčík eine Spitzengruppe aus sechs Läufern gebildet. Eingangs der letzten Runde übernahm Keino die Spitze, dahinter lag Jipcho. Überraschend war Biwott hier bereits etwas zurückgefallen. Keinos langgezogenem Spurt konnten jetzt nur noch Jipcho und Kantanen folgen. Aber schon in der Zielkurve löste sich Kipchoge Keino von seinen letzten Verfolgern und lief dem Olympiasieg entgegen. Um die Silbermedaille gab es einen Zweikampf mit knappem Ausgang. Ben Jipcho wurde schließlich Zweiter und Bronze ging zwei Zehntelsekunden dahinter an Tapio Kantanen. Bronisław Malinowski wurde Vierter, Dušan Moravčík Fünfter. Kipchoge Keino legte die letzten 1000 Meter in schnellen 2:38 Minuten zurück und verbesserte Amos Biwotts olympischen Rekord aus dem vierten Vorlauf um zwei Zehntelsekunden.
Kipchoge Keino und Ben Jipcho liefen zum zweiten kenianischen Doppelerfolg in Folge in diesem Wettbewerb.

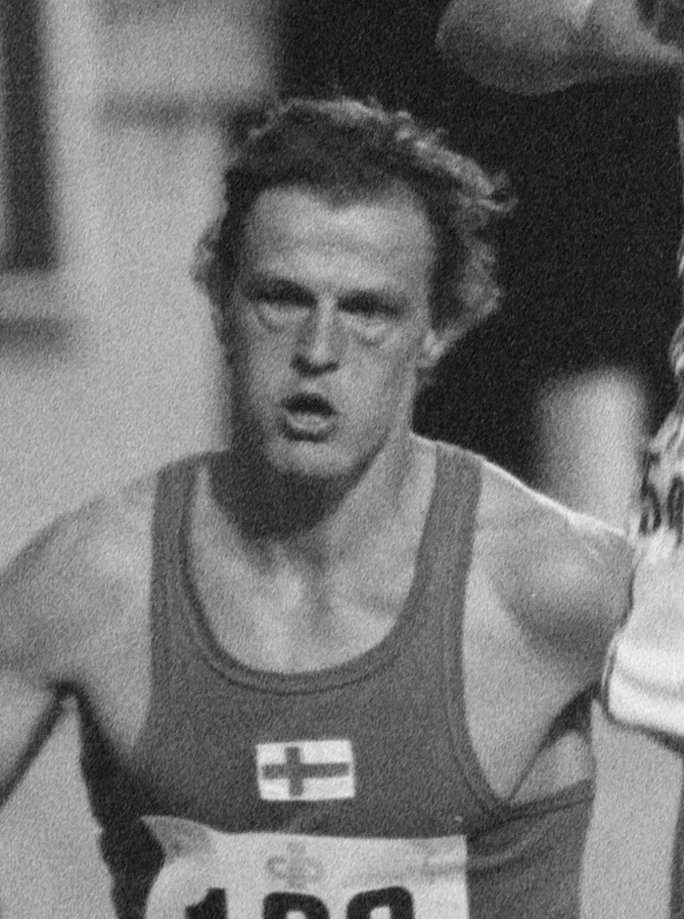
Bronzemedaillengewinner Tapio Kantanen
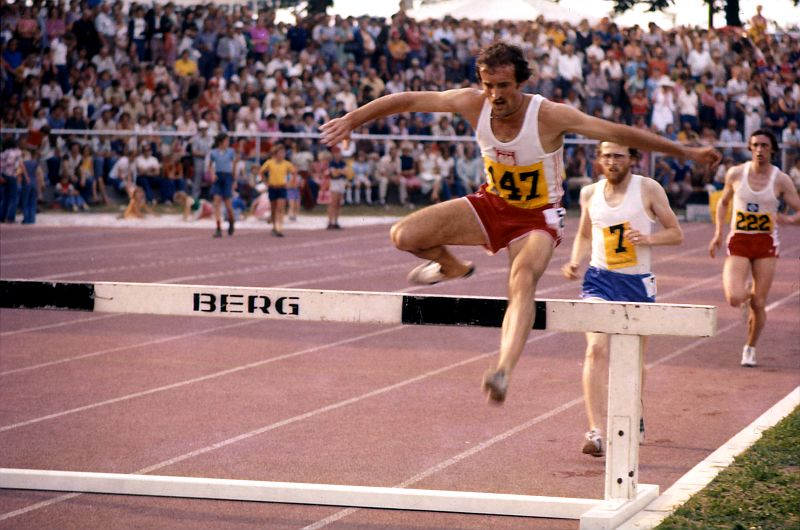
Bronisław Malinowski (hier führend in einem Rennen des Jahres 1976) belegte Rang vier
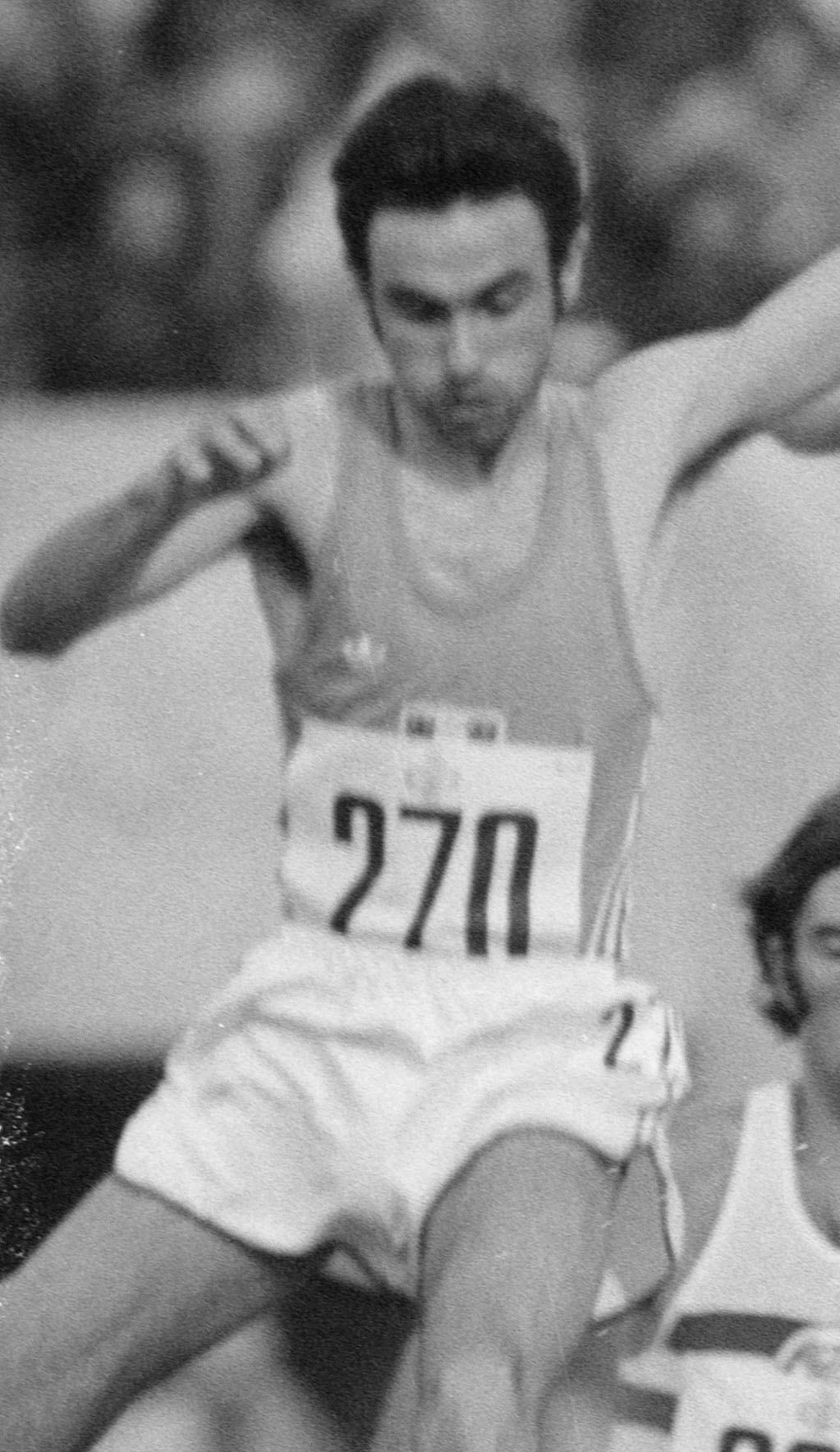
Jean-Paul Villain (hier bei den Europameisterschaften 1974) kam auf den elften Platz

## Videolinks
- Kip Keino - 3000m Steeplechase - 1972, youtube.com, abgerufen 29. September 2021
- Men's 3000m steeplechase - Munich 1972 - 50 fps, youtube.com, abgerufen am 23. November 2017